# Big Mac

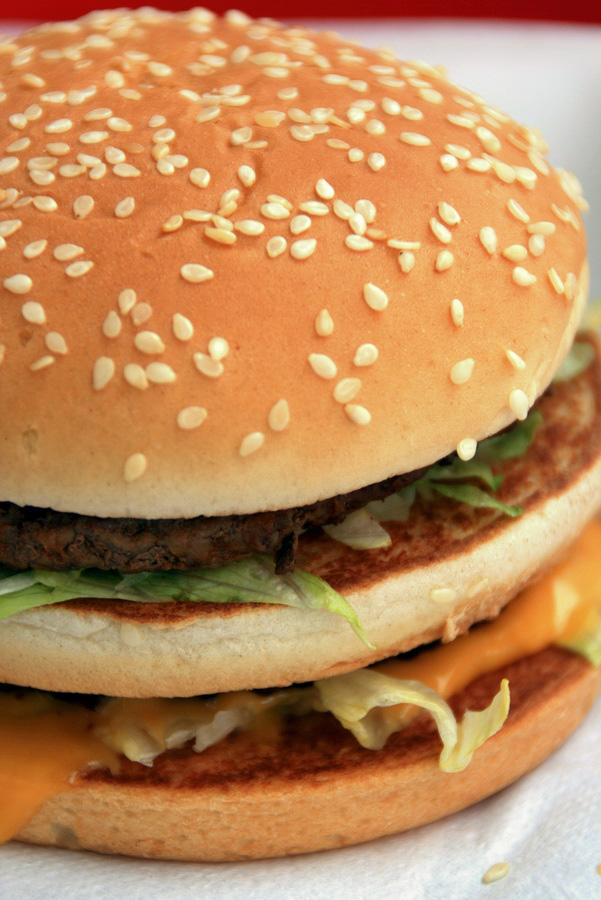
Big Mac feito em um restaurante McDonald's na Croácia.

O Big Mac é um hambúrguer da rede de restaurantes de fast-food do McDonald's. Um dos mais vendidos da empresa, é comercializado desde 1968. O sanduíche Big Mac, o mais conhecido do cardápio do McDonald’s, tem 494 quilocalorias, de acordo com a tabela nutricional divulgada pela rede de lanchonetes em seu site oficial. Apenas um sanduíche é responsável por 25% das calorias diárias que uma pessoa precisa, segundo a média recomendada por nutricionistas. Em todo o último sábado do mês de agosto, a renda obtida através da venda do sanduíche é revertida a instituições que tratam crianças com câncer. É o chamado McDia Feliz. É de tal maneira famoso, que deu nome a um índice calculado pela revista The Economist.

## Ingredientes
Esses ingredientes são anunciados com uma propaganda e um jingle clássico do McDonald’s. São eles: dois hambúrgueres, alface, queijo, molho especial, cebola e picles num pão com gergelim.

## História
Em 5 de junho de 2024, o Tribunal Geral da União Europeia, sediado em Luxemburgo, decidiu que o McDonald's não possui mais o direito de uso da marca “Big Mac” nos 27 países que integram o bloco europeu. A decisão representou uma vitória parcial para o rival irlandês Supermac's, em uma longa disputa de marca registrada.

## Processamento do hambúrguer

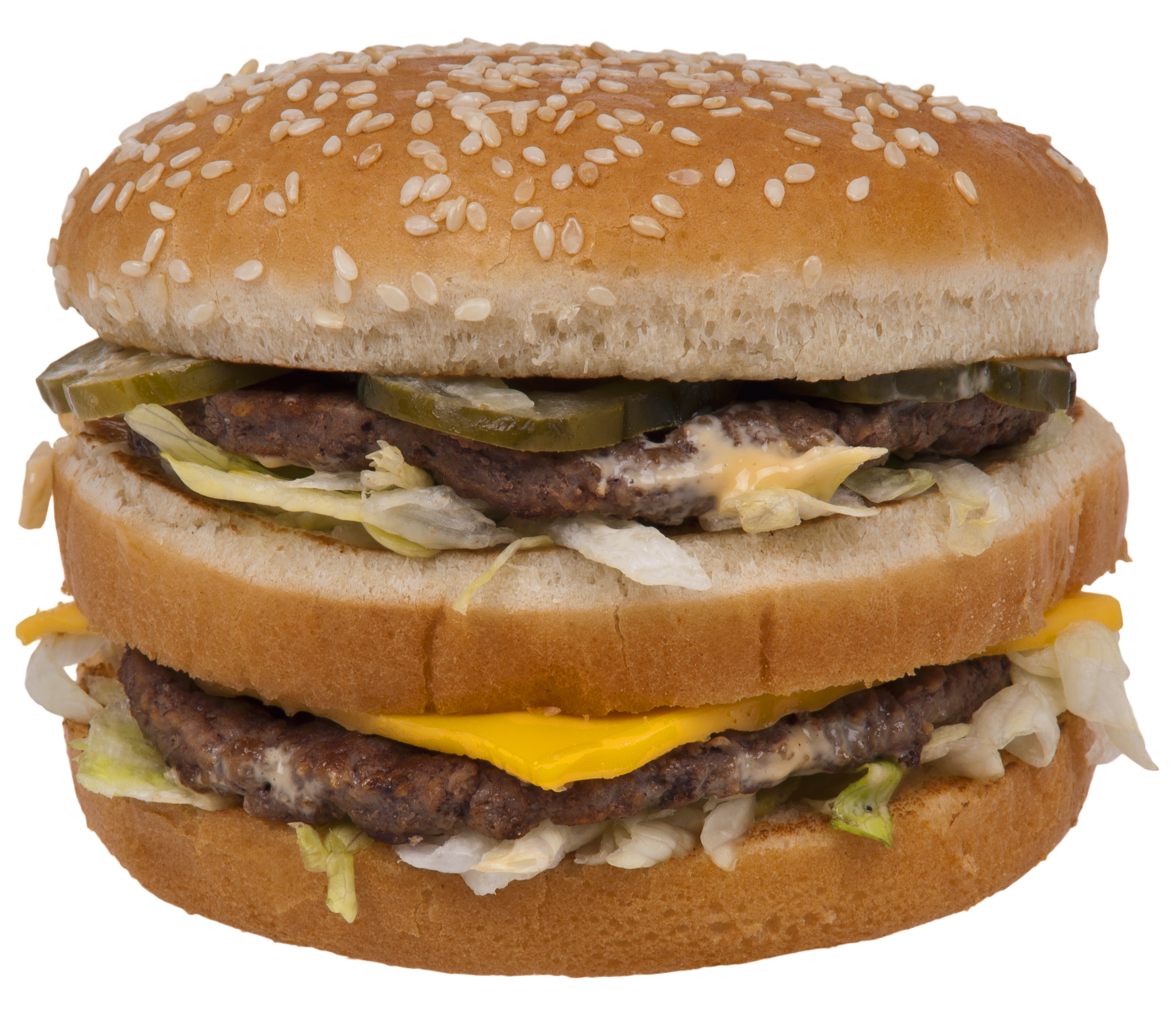
Big Mac feito no McDonald’s.

O processamento da carne usada no recheio dos hambúrgueres utilizava hidróxido de amônio na conversão de sobras de carnes gordurosas na América do Norte. Vale ressaltar que a substância, que pode trazer riscos à saúde, já não é mais utilizada nos restaurantes do McDonald's em todo o mundo desde 2012, e, de acordo com a Arcos Dorados, empresa que controla as franquias do restaurante na América Latina, nunca foi utilizada na região. A substância é um fermento utilizado para controlar a acidez da carne e deixá-la livre de bactérias.

## Variação de calorias em cada país
Tabela com as calorias oficias do Big Mac de alguns países:
| País           | Calorias             |
| -------------- | -------------------- |
| Argentina      | 485 kcal             |
| Austrália      | 760 kcal             |
| Brasil         | 494 kcal             |
| Canadá         | 520 kcal             |
| Finlândia      | 502 kcal             |
| França         | 503 kcal             |
| Alemanha       | 470 kcal             |
| Japão          | (sem dados oficiais) |
| México         | 486 kcal             |
| Estados Unidos | 540 kcal             |